# Championnat d'Ouganda de football 1997
Navigation
Édition précédente Édition suivante
La saison 1997 du Championnat d'Ouganda de football est la vingt-huitième édition du championnat de première division ougandais. Les équipes engagées sont regroupées au sein d'une poule unique où elles affrontent deux fois leurs adversaires, à domicile et à l'extérieur. 
C'est le club de Kampala City Council qui remporte la compétition cette saison après avoir terminé en tête du classement, avec trois points d'avance sur Uganda Electricity Board et quatre sur le double tenant du titre, Express FC. C'est le septième titre de champion d'Ouganda de l'histoire du club.
La saison prochaine voit une complète réorganisation des championnats nationaux ougandais. La Super League passe à 8 clubs : seuls les 8 premiers à l'issue de la saison participeront à cette nouvelle formule. Les clubs classés entre la 8e et la 12e rejoignent la nouvelle seconde division alors que les quatre derniers sont directement relégués en troisième division.

## Participants
- Mbale-Dairy Heroes
- State House FC
- Villa SC
- Kampala City Council
- Simba FC
- Uganda Electricity Board
- Express FC
- Maji FC - Promu de D2
- Police FC
- Old Timers of Mbarara FC - Promu de D2
- SCOUL FC
- Telestars Mbale - Promu de D2
- Iganga Town Council
- Natete FC - Promu de D2
- Posta FC
- Nile Breweries FC

## Compétition

### Classement
Le classement est établi sur le barème de points classique : victoire à 3 points, match nul à 1, défaite à 0.
| Rang | Équipe                    | Pts | J  | G  | N  | P  | Bp | Bc | Diff |
| ---- | ------------------------- | --- | -- | -- | -- | -- | -- | -- | ---- |
| 1    | Kampala City Council      | 76  | 30 | 24 | 4  | 2  | 59 | 19 | +40  |
| 2    | Uganda Electricity Board  | 73  | 30 | 23 | 4  | 3  | 54 | 18 | +36  |
| 3    | Express FC'T'C            | 72  | 30 | 22 | 6  | 2  | 68 | 18 | +50  |
| 4    | Villa SC                  | 71  | 30 | 21 | 8  | 1  | 54 | 18 | +36  |
| 5    | Nile Breweries FC         | 46  | 30 | 13 | 7  | 10 | 37 | 30 | +7   |
| 6    | Simba FC                  | 43  | 30 | 12 | 7  | 11 | 33 | 27 | +6   |
| 7    | Police FC                 | 41  | 30 | 12 | 5  | 13 | 35 | 33 | +2   |
| 8    | Mbale-Dairy Heroes        | 40  | 30 | 11 | 7  | 12 | 31 | 30 | +1   |
| 9    | Iganga Town Council       | 37  | 30 | 10 | 7  | 13 | 34 | 41 | -7   |
| 10   | Posta FC                  | 36  | 30 | 10 | 6  | 14 | 32 | 37 | -5   |
| 11   | SCOUL FC                  | 35  | 30 | 8  | 11 | 11 | 31 | 39 | -8   |
| 12   | State House FC            | 34  | 30 | 8  | 10 | 12 | 32 | 36 | -4   |
| 13   | Maji FCP                  | 30  | 30 | 8  | 6  | 16 | 27 | 31 | -4   |
| 14   | Old Timers of Mbarara FCP | 20  | 30 | 5  | 5  | 20 | 24 | 55 | -31  |
| 15   | Natete FCP                | 13  | 30 | 4  | 1  | 25 | 10 | 68 | -58  |
| 16   | Telestars FCP             | 9   | 30 | 2  | 3  | 25 | 13 | 64 | -51  |

|  | Qualification pour la Ligue des champions de la CAF 1998 et la Coupe CECAFA des clubs 1998 |
|  | Qualification pour la Coupe des Coupes 1998                                                |
|  | Qualification pour la Coupe de la CAF 1998                                                 |
|  | Relégation en deuxième division                                                            |
|  | Relégation en troisième division                                                           |
|  | T : Tenant du titre C : Vainqueur de la Coupe d'Ouganda P : Promu de D2                    |

## Bilan de la saison
| Championnat d'Ouganda de football 1997                             |                                 |
| Champion                                                           | Kampala City Council (7e titre) |
| Coupes et trophées                                                 |                                 |
| Vainqueur de la Coupe d'Ouganda 1997                               | Express FC                      |
| Qualifications continentales                                       |                                 |
| Ligue des champions de la CAF 1998                                 | Kampala City Council            |
| Coupe d'Afrique des vainqueurs de coupe de football 1998           | Express FC                      |
| Coupe de la CAF 1998                                               | Uganda Electricity Board        |
| Coupe CECAFA des clubs 1998                                        | Kampala City Council            |
| Promotions et relégations                                          |                                 |
| Promus en Championnat d'Ouganda de football                        | Aucun                           |
| Relégués en Championnat d'Ouganda de football de deuxième division | 8 clubs                         |